# 나탈리 두 토이
나탈리 두 토이(Natalie du Toit, 1984년 1월 29일생)는 남아프리카 공화국의 수영 선수이다. 하계 패럴림픽과 코먼웰스 게임에서 금메달을 땄다. 베이징에서 열린 2008년 하계 올림픽에 출전한 두 명의 패럴림픽 선수 중 한 명으로, 다른 한 명은 탁구 선수 나탈리아 파르티카였다. 두 토이는 사상 세 번째로 올림픽 출전권을 획득한 절단 장애인으로 10km 수영에서 16위에 올랐다.

## 어린 시절
두 토이는 남아프리카 공화국 케이프타운에서 태어났다. 14세부터 국제 수영 대회에 참가하기 시작했다. 2001년 2월, 수영 연습을 마치고 스쿠터를 타고 학교로 돌아오던 중 차에 치여 왼쪽 다리를 무릎에서 절단하는 사고를 당했다. 당시 17살이었던 그녀는 3개월 후, 다시 걷기 시작하기도 전에 2002년 코먼웰스 게임에 참가하기 위해 다시 수영장으로 돌아왔다. 두 토이는 의족의 도움 없이 수영을 한다.
그녀는 케이프타운의 레드담 하우스에서 학업을 마쳤고, 그 후 케이프타운 대학교에서 유전학과 생리학을 전공하여 이학사 학위를 받았다.

## 수영 경력
두 토이는 쿠알라룸푸르에서 열린 1998년 코먼웰스 게임에 14살의 나이로 처음 국제 대회에 참가했다. 맨체스터에서 열린 2002년 코먼웰스 게임에서 당시 18세였던 두 토이는 복합 장애 50m 자유형과 복합 장애 100m 자유형에서 모두 세계 신기록으로 우승했다. 또한 비장애인 부문의 800m 자유형 결승에 진출함으로써 스포츠 역사를 새로 썼다. 장애인 운동 선수가 비장애인 종목의 결승에 진출한 것은 이번이 처음이었다. 맨체스터 코먼웰스 게임의 폐막식에서, 그녀는 우수 선수에게 수여하는 데이비드 딕슨상의 첫 수상자가 되었다.
2003년, 두 토이는 비장애인 선수들과 경쟁하며 올아프리카 게임 800m 자유형에서 금메달을, 아프로아시안 게임에서 자유형 800미터 은메달, 자유형 400미터 동메달을 획득했다.
2004년 아테네 올림픽 출전권을 아쉽게 놓쳤지만, 같은 도시에서 열린 패럴림픽에서 은메달 1개와 금메달 5개를 땄다. 같은 해, 그녀의 용기와 업적은 2004년 로레우스 세계 스포츠상 올해의 장애인 선수상 후보에 오르며 그 공로를 인정받았다. 2006년 코먼웰스 게임에서 맨체스터 대회와 같은 두 개의 금메달을 따며 이전의 성과를 반복했다. 2006년 두 토이는 또한 제 4회 IPC 세계 수영 선수권 대회에서 금메달 6개를 획득, 남자 36명, 여자 20명이 참가한 대회에서 종합 3위를 차지했다.
2008년 5월 3일, 두 토이는 스페인 세비야에서 열린 오픈워터 세계 선수권 대회 10km 오픈워터 경기에서 4위를 차지하며 2008년 베이징 올림픽 출전권을 획득했다. 두 토이의 기록은 우승자와 불과 5.1초 차이였다. 베이징 올림픽 여자 10km 경기에서 그녀는 우승자보다 1분 22.2초 늦은 16위로 경기를 마쳤다. 또한 2008년 하계 패럴림픽에도 참가하여 5개의 금메달을 획득했다. 2008년 황연대 성취상 수상자로 선정되었다.
2010년 3월 10일, 그녀는 "장애인과 비장애인 스포츠 사이의 장벽을 무너뜨린" 공로로 로레우스 세계 스포츠상 올해의 장애인 선수상을 수상했다.
2012년 8월 27일, 2012년 하계 패럴림픽 개막 3일 전, 그녀는 이번 대회를 끝으로 은퇴하겠다는 뜻을 밝혔다.
남아프리카 공화국 올림픽 위원회는 2008년 하계 올림픽 개막식에서 두 토이를 기수로 선정했다. 두 토이는 한 해에 올림픽과 패럴림픽에서 모두 기수를 맡은 최초의 선수가 되었다.

## 같이 보기
- 패럴림픽과 올림픽에 모두 참가한 선수 목록
- 황연대 성취상